# Na'vi (jezik)
Na'vi jest umjetni jezik naroda Na'vi iz filma Jamesa Camerona Avatar iz 2009. godine. Stvorio ga je jezikoslovac Paul Frommer, američki doktor jezikoslovlja. 

## Abeceda
| Samoglasnik | Kao u riječima                               |
| ----------- | -------------------------------------------- |
| a           | mačka, pas                                   |
| ä           | æ (zvuk koji proizvodimo kad nešto ne znamo) |
| e           | nego, nekad                                  |
| i           | "obično i" - biti, znati                     |
| ì           | "kratko i" - engl. sip, wind                 |
| o           | "ou" - poučak, doušnik                       |
| u           | uvijek, ulog                                 |
| aw          | "au" - faun, laufer                          |
| ay          | "aj" - bajadera, kajanje                     |
| ew          | "eu" - euro, europa                          |
| ey          | "ej" - hej, blejati                          |
| ll          | "blago l" - Lola                             |
| rr          | "rrr"                                        |

| Suglasnik  | Kao u riječima                                  |
| ---------- | ----------------------------------------------- |
| kx, px, tx | držite dah dok izgovarate k, p, ili t           |
| ng         | singl                                           |
| r          | engl. tt u "little", t u "water", dd u "cuddle" |
| ts         | tsunami, zz u "pizza"                           |
| '          | pauza u "uh-oh"                                 |

#### Lenicija
Lenicija je promjena jednog suglasnika u drugi radi lakšeg izgovora. Događa se kad se imenica iz jednine stavlja u množinu ili nekih drugih promjena.
| Slovo      | Prelazi u |
| ---------- | --------- |
| kx, px, tx | k, p, t   |
| p          | f         |
| t, ts      | h         |
| k          | h         |
| '          | nestaje   |

#### Napomene
Slova f, h, ts, s, v, z mogu biti samo na početku sloga.
Jedino se samoglasnici te suglasnici f, ts, s mogu pojaviti uz drugi suglasnik.
Jedino px, tx, kx, p, t, k, ‘, m, n, ng, r, l mogu biti na kraju suglasnika.

## Imenice

### Rodovi
Imenice imaju dva roda: muški i ženski, koji se razlikuju prema sufiksu -an ili -e.
Primjer: tsmuk (rod) postaje tsmukan (brat) ili tsmuke (sestra).
Položaj naglaska u rijetkim slučajevima može mijenjati značenje riječi, npr. tute - osoba, tute - žensko, tutan - muško
Naglasak ostaje na istom mjestu, neovisno o prefiksima ili sufiksima.

### Množine
Na'vi ima tri oblika množine:
| Riječ         | Prefiks | Množina  | Značenje                 |
| ------------- | ------- | -------- | ------------------------ |
| nari (oko)    | me+     | menari   | dva oka                  |
| kelku (dom)   | pxe+    | pxehelku | tri doma                 |
| tokx (tijelo) | ay+     | aysokx   | tijela (četiri ili više) |

#### Napomene
Svi množinski prefiksi uzrokuju leniciju, pa je pored njih znak +. Ako to nije slučaj, bit će znak -.
Kad se imenica pretvara u množinski oblik prefiksom ay, pa se lenicija provodi, prefiks se može odbaciti: pizayu (predak) -> ayfizaju -> fizayu (predci).
Ako množina imenice ima dva ista suglasnika, jedan se odbacuje:

'eylan (prijatelj) -> meeylan -> meylan (dva prijatelja)

'ekong (bat) -> pxe'ekong -> pxeekong ->pxekong
'u (stvar) i prefiks ay+ nema kratku množinu, nego uvijek glasi ayu.
Riječi koje počinju sa 'rr ili 'll nikad ne provode leniciju i nemaju kratku množinu.

### Stvaranje imenica
Iz glagola se može stvoriti imenica dodavanjem prefiksa ti-: kawng (loš, zao) -> tikawng (zlo)
rey (živjeti) ->tirey (život)

#### Glagolska imenica
Kako bi se od glagola stvorila glagolska imenica, dodaje se prefiks ti- i infiks -us-.
rol (pjevati) -> tirusol (pjevanje)

###### Napomene
S glagolima na si, jednostavno maknite si kako biste stvorili glagolsku imenicu.

#### Sufiksi -yu i -tu
Sufiks -yu dodaje se glagolu, i stvara imenicu koja označava osobu koja vrši radnju: 

taron (loviti) -> taronyu (lovac, doslovno onaj koji lovi)

täftxu (plesti) -> täftxuyu (onaj koji plete)
Sufiks -tu dodaje se imenici, i daje imenicu i označava osobu koja radi/čini imenicu, slično sufiksu -yu za glagole:
reltseo (vizualna umjetnost) -> reltseotu (slikar)

hapxi (dio) -> hapxitu (član)

## Zamjenice

### Osnove
Ja, ti, on/ona su oe, nga, po. Ako se želi istaknuti broj ili rod, koriste se pravila navedena iznad. Prema tome, mi, vi, oni su ayoe, aynga, aypo.

### Isključivanje i uključivanje
Svi oblici zamjenica dosad su isključivali osobu kojoj se govori. Npr. ayoe znači "mi ali ne ti". Kako bi se napravio uključni oblik, na isključni se nadoda sufiks -ng. Npr. oeng znači "ja i ti". meoeng znači "nas dvoje i ti", pxeoeng znači "nas troje i ti", dok ayoeng znači "mi i ti."
Kako bi sve olakšali, sastavit ćemo tablicu:
| Lice          | Jednina | Dvojnost | Trojnost | Množina                |
| ------------- | ------- | -------- | -------- | ---------------------- |
| 1. isključivo | oe      | moe      | pxoe     | ayoe                   |
| 1. uključivo  |         | oeng     | pxoeng   | ayoeng (također awnga) |
| 2. lice       | nga     | menga    | pxenga   | aynga                  |
| 3. lice       | po      | mefo     | pxefo    | ayfo / fo              |

Kako bi stvorili neodređene zamjenice, dodajemo sufiks -o:

tute (osoba) -> tuteo (netko)

tseng (mjesto) -> tsengo (negdje)
Fko u općenitom smislu znači "onaj koji, taj": Onaj koji želi preživjeti, (taj) mora raditi.
Postoji još jedna zamjenica: to/ono: tsa'u ili tsaw. Oba se oblika mogu po želji zamjenjivati, s time da ako se dodaje bilo koji sufiks na tsaw, slovo w se gubi.

## Vanjske poveznice
- Stranica Avatarovih službenih wiki-stranica o na'viju
- Nauči Na'vi jezik